# Pokr Mantash
Pokr Mantash (in armeno Փոքր Մանթաշ?) è un comune di 1 996 abitanti (2008) della provincia di Shirak in Armenia.